# Bluestone 42
Bluestone 42 est une série télévisée britannique diffusée entre le 5 mars 2013 et le 13 avril 2015 sur la chaîne BBC Three.
Cette série est inédite dans tous les pays francophones.

## Synopsis
La série se concentre sur la vie d'un détachement de démineurs de l'armée britannique en Afghanistan pendant l'Opération Herrick. Le titre de la série se réfère au nom de code de l'unité. 

Les différents épisodes mettent en exergue la camaraderie entre soldats, les problèmes bureaucratiques, les conflits d'intérêts ou relationnels, contrastés par les situations dangereuses, parfois mortelles, que les soldats subissent dans l'exercice de leur métier. En fil d'ariane, la série se focalise sur les relations naissantes, parfois tumultueuses, entre le Padré et le Capitaine.

## Distribution

### Acteurs principaux
- Matthew Lewis : Caporal Gordon "Towerblock" House
- Tony Gardner (en) : Lieutenant Colonel Phillip Smith
- Laura Aikman (en) : Capitaine Ellen Best
- Jamie Quinn : Soldat Kevin "Mac" McDowell
- Scott Hoatson (en) : Soldat Euan "Rocket" Armstrong
- Stephen Wight (en) : Caporal Simon "Skip" Lansley
- Katie Lyons (en) : Caporal-Chef Lynda Bird
- Keeno-Lee Hector : Faruq Harrif
- Susie Wokoma : Caporal Jasmine Jaspers
- Mark Evans : Commandant Keith Turnbull

### Anciens acteurs
- Ndoni Khanyile : Soldat Pamela Roberts
- Gary Carr : Caporal-Chef Christian "Millsy" Mills
- Rory Girvan (en) : Caporal Dave Lamming
- Kelly Adams : Padré Mary Greenstock
- Oliver Chris : Capitaine Nick Medhurst

### Invités
- Mike McShane : Colonel Randall Carter
- Birgitte Hjort Sørensen : Astrid Nygaard
- Murray Todd : Capitaine Peter Softly
- Rory Acton-Burnell : Sergent Robert Hogg
- Matt Newman : Sergent Morrison
- Jeremy Jess Boado : Wakdar

## Épisodes

### Première saison (2013)
La première saison est composée de huit épisodes et a été diffusée en première instance sur la chaîne BBC Three du 5 mars 2013 au 23 avril 2013.
1. titre français inconnu (Episode 1)
2. titre français inconnu (Episode 2)
3. titre français inconnu (Episode 3)
4. titre français inconnu (Episode 4)
5. titre français inconnu (Episode 5)
6. titre français inconnu (Episode 6)
7. titre français inconnu (Episode 7)
8. titre français inconnu (Episode 8)
9. titre français inconnu (Christmas Special)

### Deuxième saison (2014)
Il a été annoncé le 23 avril 2013 la diffusion d'une seconde saison courant de l'année 2014.
La seconde saison est composée de six épisodes et a été diffusée en première instance sur la chaîne BBC Three du 27 février 2014 au 27 mars 2014.
1. titre français inconnu (Episode 1)
2. titre français inconnu (Episode 2)
3. titre français inconnu (Episode 3)
4. titre français inconnu (Episode 4)
5. titre français inconnu (Episode 5)
6. titre français inconnu (Episode 6)

### Troisième saison (2015)
Il a été annoncé le 20 mars 2014 la diffusion d'une troisième saison courant de l'année 2015.
La troisième saison est composée de six épisodes et a été diffusée en première instance sur la chaîne BBC Three du 9 mars 2015 au 13 avril 2015.
1. titre français inconnu (Episode 1)
2. titre français inconnu (Episode 2)
3. titre français inconnu (Episode 3)
4. titre français inconnu (Episode 4)
5. titre français inconnu (Episode 5)
6. titre français inconnu (Episode 6)

## Accueil

### Critiques
Bluestone 42 a rencontré des critiques positives. Dans The Independant, James Rampton décrit la série comme « The Hurt Locker meets Miranda » (« Le film Démineurs rencontre la série Miranda ») et dit que « It strikes the right balance between edgy and entertaining » (« Elle est le parfait mélange entre la comédie avant-gardiste et le divertissement »). Rich Johnston (en) du site BleedingCool.com compare favorablement cette série à M*A*S*H.

### Audiences
La meilleure audience de la série est détenue par le premier épisode (Episode 1) qui a obtenu 969 000 téléspectateurs en Grande-Bretagne.
La moins bonne est détenue, à ce jour, par le quatrième épisode (Episode 4) qui a réuni moins de 624 000 téléspectateurs, toujours en Grande-Bretagne.